# Lèmur mostela de peus blancs
El lèmur mostela de peus blancs (Lepilemur leucopus) és una espècie de lèmur de la família dels lèmurs mostela (Lepilemuridae). Com tots els altres lèmurs, és endèmic de Madagascar. El seu hàbitat natural són els matollars secs tropicsls o subtropicals. Està amenaçat per la pèrdua d'hàbitat.